# Foulbec
Foulbec är en kommun i departementet Eure i regionen Normandie i norra Frankrike. Kommunen ligger i kantonen Beuzeville som tillhör arrondissementet Bernay. År 2022 hade Foulbec 649 invånare.

## Befolkningsutveckling
Antalet invånare i kommunen Foulbec
Referens:INSEE